# DDR-Fußballmeisterschaft der Jugend 1952
Die DDR-Fußballmeisterschaft der Jugend 1952 war die 2. Auflage dieses Wettbewerbes, der von der Sektion Fußball im Deutschen Sportausschuß durchgeführt wurde. Der Meister wurde wie im Vorjahr in einem Endrundenturnier ermittelt, das vom 20. bis 24. Mai 1952 im sächsischen Bad Elster stattfand. Im Finale gewann der Adlershofer BC mit 2:0 gegen die BSG Motor Limbach-Oberfrohna.

## Teilnehmende Mannschaften
An der DDR-Fußballmeisterschaft der Jugend für die Altersklasse (AK) 15/16 nahmen die Landesmeister der fünf Länder auf dem Gebiet der DDR und der Meister aus Ost-Berlin teil. Spielberechtigt waren Spieler bis zum 16. Lebensjahr (Stichtag: 1. August 1935).
Für die Meisterschaft qualifizierten sich folgende fünf Landesmeister und der Meister aus Ost-Berlin:
| - Mecklenburg BSG Einheit Schwerin - Sachsen BSG Motor Limbach-Oberfrohna - Thüringen BSG Turbine Erfurt | - Ost-Berlin Adlershofer BC - Brandenburg BSG Empor Neuruppin - Sachsen-Anhalt BSG Aktivist Holzweißig |

## Modus
In der Endrunde wurden die Spiele in zwei Staffeln zu je drei Mannschaften nach dem Modus „Jeder gegen Jeden“ ausgetragen. Die beiden Staffelsieger ermittelten den DDR-Meister.

## Endrunde

### Gruppe 1
Spiele
| Datum                  |                              | Ergebnis |                              |
| ---------------------- | ---------------------------- | -------- | ---------------------------- |
| Di .20. Mai, 09:30 Uhr | BSG Motor Limbach-Oberfrohna | 5:0      | BSG Turbine Erfurt           |
| Mi .21. Mai, 09:30 Uhr | BSG Einheit Schwerin         | :        | BSG Motor Limbach-Oberfrohna |
| Do 22. Mai, 09:30 Uhr  | BSG Einheit Schwerin         | 5:4      | BSG Turbine Erfurt           |

Abschlusstabelle
| Pl. | Mannschaft                   | Sp. | S | U | N | Tore    | Quote | Punkte |
| --- | ---------------------------- | --- | - | - | - | ------- | ----- | ------ |
| 1.  | BSG Motor Limbach-Oberfrohna | 0   | 0 | 0 | 0 | 000:000 | 1,00  | 0:0    |
| 2.  | BSG Einheit Schwerin         | 0   | 0 | 0 | 0 | 000:000 | 1,00  | 0:0    |
| 3.  | BSG Turbine Erfurt           | 2   | 0 | 0 | 2 | 004:100 | 0,40  | 0:40   |

### Gruppe 2
Spiele
| Datum                  |                     | Ergebnis |                         |
| ---------------------- | ------------------- | -------- | ----------------------- |
| Di .20. Mai, 10:45 Uhr | BSG Empor Neuruppin | :        | BSG Aktivist Holzweißig |
| Mi .21. Mai, 10:45 Uhr | Adlershofer BC      | :        | BSG Empor Neuruppin     |
| Do 22. Mai, 10:45 Uhr  | Adlershofer BC      | :        | BSG Aktivist Holzweißig |

Abschlusstabelle
| Pl. | Verein         | Sp. | S | U | N | Tore    | Quote | Punkte |
| --- | -------------- | --- | - | - | - | ------- | ----- | ------ |
| 1.  | Adlershofer BC | 0   | 0 | 0 | 0 | 000:000 | 1,00  | 0:0    |
| 2.  |                | 0   | 0 | 0 | 0 | 000:000 | 1,00  | 0:0    |
| 3.  |                | 0   | 0 | 0 | 0 | 000:000 | 1,00  | 0:0    |

## Finale
| Paarung                      | BSG Motor Limbach-Oberfrohna – Adlershofer BC                                                                                              |
| Ergebnis                     | 0:2 (0:2) |
| Datum                        | Samstag, 24. Mai 1952 um 14:30 Uhr |
| Stadt                        | Bad Elster |
| Zuschauer                    | 2.000 |
| Schiedsrichter               | Franz Huhn (Schwaan) |
| Tore                         | 0:1 Krubeck (9.) 0:2 Krubeck (10.) |
| BSG Motor Limbach-Oberfrohna | Eberhard Fischer – Berthold, Schneider – Eichhorn, Günther Wächtler, Bötzschke – Werner Langer, Grosche, Bräutigam, Hilmar Ahnert, Winkler |
| Adlershofer BC               | Poerschke – Milke, Haug – Krüger, Dewitz, Kroll – Röhnert, Krubeck, Duckow, Schöhl, Lustig                                                 |